# Methia subvittata
Methia subvittata là một loài bọ cánh cứng trong họ Cerambycidae.